# ایست‌پوینت (میشیگان)
ایست‌پوینت، میشیگان (به انگلیسی: Eastpointe, Michigan) یک شهر در ایالات متحده آمریکا با جمعیت ۳۲٬۴۴۲ نفر است که در میشیگان واقع شده‌است.

## موقعیت جغرافیایی
موقعیت جغرافیایی شهرها و مناطق اطراف به شرح زیر است: